# Ministri degli affari interni della Romania
Questo elenco comprende i ministri degli affari interni della Romania e delle sue precedenti entità politiche, a partire dal 1862.

## Principato di Romania
| Nome                      | Inizio Mandato   | Fine Mandato     |
| ------------------------- | ---------------- | ---------------- |
| Barbu Catargiu            | 22 gennaio 1862  | 8 giugno 1862    |
| Apostol Arsache           | 8 giugno 1862    | 24 giugno 1862   |
| Nicolae Kretzulescu       | 24 giugno, 1862  | 11 ottobre 1863  |
| Mihai Kogalniceanu        | 11 ottobre 1863  | 26 gennaio 1865  |
| Constantin Bosianu        | 26 gennaio 1865  | 14 giugno 1865   |
| Generale Ion E. Buchanan  | 14 giugno 1865   | 30 gennaio 1866  |
| Nicolae Kretzulescu       | 30 gennaio 1866  | 11 febbraio 1866 |
| Principe Dimitrie Ghica   | 11 febbraio 1866 | 10 maggio 1866   |
| Lascăr Catargiu           | 11 maggio 1866   | 13 luglio 1866   |
| Ion Ghica                 | 15 luglio 1866   | 21 febbraio 1867 |
| Ion C. Brătianu           | 1º marzo 1867    | 4 agosto 1867    |
| Ștefan Golescu            | 17 agosto 1867   | 13 novembre 1867 |
| Ion C. Brătianu           | 13 novembre 1867 | 29 aprile 1868   |
| Ion C. Brătianu           | 1º maggio 1868   | 12 agosto 1868   |
| Anton I. Arion            | 12 agosto 1868   | 16 novembre 1868 |
| Mihai Kogalniceanu        | 16 novembre 1868 | 24 gennaio 1870  |
| Principe Dimitrie Ghica   | 24 gennaio 1870  | 27 gennaio 1870  |
| Alexandru G. Golescu      | 2 febbraio 1870  | 30 marzo 1870    |
| Emanoil Costache Epureanu | 20 aprile 1870   | 14 dicembre 1870 |
| Ion Ghica                 | 18 dicembre 1870 | 11 marzo 1871    |
| Lascăr Catargiu           | 11 marzo 1871    | 31 marzo 1876    |
| Gheorghe Vernescu         | 27 aprile 1876   | 27 gennaio 1877  |
| Ion C. Brătianu           | 27 gennaio 1877  | 26 maggio 1878   |
| Constantin A. Rosetti     | 26 maggio 1878   | 17 novembre 1878 |
| Mihai Kogalniceanu        | 17 novembre 1878 | 25 novembre 1878 |
| Ion C. Brătianu           | 25 novembre 1878 | 5 luglio 1879    |
| Mihai Kogalniceanu        | 11 luglio 1879   | 17 aprile 1880   |
| Ion C. Brătianu           | 17 aprile 1880   | 15 luglio 1880   |
| Anastase Stolojan         | 15 luglio 1880   | 20 luglio 1880   |

## Regno di Romania
| Nome                             | Inizio Mandato    | Fine Mandato      |
| -------------------------------- | ----------------- | ----------------- |
| Alexandru Teriachiu              | 20 luglio 1880    | 5 aprile 1881     |
| Eugene Statescu                  | 10 aprile 1881    | 8 giugno 1881     |
| Constantin A. Rosetti            | 9 giugno 1881     | 25 gennaio 1882   |
| Ion C. Brătianu                  | 25 gennaio 1882   | 1º agosto 1882    |
| Gheorghe Chiţu                   | 1º agosto 1882    | 23 giugno 1884    |
| Ion C. Brătianu                  | 23 giugno 1884    | 29 aprile 1887    |
| Generale Radu Mihai              | 29 aprile 1887    | 1º marzo 1888     |
| Constantin Nacu                  | 1º marzo 1888     | 20 marzo 1888     |
| Theodor C. Rosetti               | 23 marzo 1888     | 12 novembre 1888  |
| Principe Alexandru Stirbey       | 12 novembre, 1888 | 26 marzo 1889     |
| Lascăr Catargiu                  | 29 marzo 1889     | 3 novembre 1889   |
| Generale Gheorghe Manu           | 5 novembre 1889   | 15 febbraio 1891  |
| Lascăr Catargiu                  | 21 febbraio 1891  | 3 ottobre 1895    |
| Nicolae Fleva                    | 4 ottobre 1895    | 15 gennaio 1896   |
| Dimitrie Sturdza                 | 15 gennaio 1896   | 3 febbraio 1896   |
| Anastase Stolojan                | 3 febbraio 1896   | 21 novembre 1896  |
| Vasile Lascăr                    | 21 novembre 1896  | 26 marzo 1897     |
| Mihai Pherekyde                  | 31 marzo 1897     | 30 marzo 1899     |
| Gheorghe Grigore Cantacuzino     | 11 aprile 1899    | 9 gennaio 1900    |
| Generale Gheorghe Manu           | 9 gennaio 1900    | 7 luglio 1900     |
| Constantin Olanescu              | 7 luglio 1900     | 13 febbraio 1901  |
| Petre S. Aurelianu               | 14 febbraio 1901  | 18 luglio 1902    |
| Gheorghe Pallade                 | 18 luglio 1902    | 22 novembre 1902  |
| Vasile Lascăr                    | 22 novembre 1902  | 13 dicembre 1904  |
| Spiru Haret                      | 13 dicembre 1904  | 20 dicembre 1904  |
| Gheorghe Grigore Cantacuzino     | 22 dicembre 1904  | 12 marzo 1907     |
| Ion I. C. Brătianu               | 12 marzo 1907     | 15 dicembre 1909  |
| Mihai Pherekyde                  | 15 dicembre 1909  | 6 febbraio 1910   |
| Ion I. C. Brătianu               | 6 febbraio 1910   | 28 dicembre 1910  |
| Alexandru Marghiloman            | 29 dicembre 1910  | 28 marzo 1912     |
| Constantin C. Arion              | 28 marzo 1912     | 14 ottobre 1912   |
| Take Ionescu                     | 14 ottobre, 1912  | 31 dicembre 1913  |
| Basilicu G. Morţun               | 4 gennaio 1914    | 11 dicembre 1916  |
| Alexandru Constantinescu         | 11 dicembre 1916  | 26 gennaio 1918   |
| Constantin Sărăţeanu             | 29 gennaio 1918   | 27 febbraio 1918  |
| Alexandru Marghiloman            | 5 marzo 1918      | 24 ottobre 1918   |
| Generale Artur Văitoianu         | 24 ottobre 1918   | 29 novembre 1918  |
| Gheorghe G. Marzescu             | 29 novembre 1918  | 12 settembre 1919 |
| Generale Arthur Văitoianu        | 27 settembre 1919 | 28 novembre 1919  |
| Generale Alexandru Averescu      | 1º dicembre 1919  | 13 dicembre 1919  |
| Aurel Vlad                       | 16 dicembre 1919  | 27 dicembre 1919  |
| Nicolae Lupu                     | 27 dicembre 1919  | 13 marzo 1920     |
| Generale Alexandru Averescu      | 13 marzo 1920     | 13 giugno 1920    |
| Costantin Argetoianu             | 13 giugno 1920    | 13 dicembre 1921  |
| Ion Cămărășescu                  | 17 dicembre 1921  | 17 gennaio 1922   |
| Generale Artur Văitoianu         | 19 gennaio 1922   | 30 ottobre 1923   |
| Ion I. C. Brătianu               | 30 ottobre 1923   | 27 marzo 1926     |
| Octavian Goga                    | 30 marzo 1926     | 4 giugno 1927     |
| Prince Barbu Știrbey             | 4 giugno 1927     | 20 giugno 1927    |
| Ion G. Duca                      | 21 giugno, 1927   | 3 novembre 1928   |
| Alexandru Vaida-Voevod           | 10 novembre 1928  | 7 giugno 1930     |
| Mihai Popovici                   | 7 giugno 1930     | 8 giugno 1930     |
| Alexandru Vaida-Voevod           | 13 giugno 1930    | 8 ottobre 1930    |
| Ion Mihalache                    | 10 ottobre 1930   | 4 aprile 1931     |
| Nicolae Iorga                    | 18 aprile 1931    | 7 maggio 1931     |
| Constantin Argetoianu            | 7 maggio 1931     | 31 maggio 1932    |
| Alexandru Vaida-Voevod           | 6 giugno 1932     | 10 agosto 1932    |
| Ion Mihalache                    | 11 agosto 1932    | 17 ottobre 1932   |
| Ion Mihalache                    | 20 ottobre 1932   | 8 gennaio 1933    |
| George G. Mironescu              | 14 gennaio 1933   | 9 novembre 1933   |
| Ion Inculeţ                      | 14 novembre 1933  | 3 gennaio 1934    |
| Ion Inculeţ                      | 5 gennaio 1934    | 29 agosto 1936    |
| Dumitru Iuca                     | 29 agosto 1936    | 23 febbraio 1937  |
| Gheorghe Tătărăscu               | 23 febbraio 1937  | 14 novembre 1937  |
| Richard Franasovici              | 17 novembre 1937  | 28 dicembre 1937  |
| Armand Călinescu                 | 28 dicembre 1937  | 21 settembre 1939 |
| Generale Gabriel Marinescu       | 21 settembre 1939 | 28 settembre 1939 |
| Nicolae Ottescu                  | 28 settembre 1939 | 23 novembre 1939  |
| Gheorghe Tătărăscu               | 24 novembre 1939  | 30 novembre 1939  |
| Mihai Ghelmegeanu                | 30 novembre 1939  | 4 luglio 1940     |
| Generale David Smith             | 4 luglio 1940     | 14 settembre 1940 |
| Generale Constantin Petrovicescu | 14 settembre 1940 | 20 gennaio 1941   |
| Generale Dumitru Popescu I.      | 21 gennaio 1941   | 23 agosto 1944    |
| Generale Aurel Aldea             | 23 agosto 1944    | 4 novembre 1944   |
| Nicolae Penescu                  | 4 novembre 1944   | 6 dicembre 1944   |
| Constantin Sănătescu             | 6 dicembre 1944   | 14 dicembre 1944  |
| Generale Nicolae Rădescu         | 14 dicembre 1944  | 28 febbraio 1945  |
| Teohari Georgescu                | 6 marzo 1945      | 30 dicembre 1947  |

## Repubblica Socialista di Romania
| Nome               | Inizio Mandato    | Fine Mandato      |
| ------------------ | ----------------- | ----------------- |
| Teohari Georgescu  | 30 dicembre 1947  | 28 maggio 1952    |
| Alexandru Draghici | 28 maggio 1952    | 20 settembre 1952 |
| Stephen Paul       | 20 settembre 1952 | 19 marzo 1957     |
| Alexandru Draghici | 19 marzo 1957     | 27 luglio 1965    |
| Cornel Onescu      | 27 luglio 1965    | 24 aprile 1972    |
| Ion Stănescu       | 24 aprile 1972    | 17 marzo 1973     |
| Emil Bobu          | 17 marzo 1973     | 18 marzo 1975     |
| Teodor Coman       | 18 marzo 1975     | 5 settembre 1978  |
| Gheorghe Homoștean | 5 settembre 1978  | 5 ottobre 1987    |
| Tudor Postelnicu   | 5 ottobre 1987    | 22 dicembre 1989  |

## Romania dal 1989
| Ministro | Ministro         | Ministro                            | Partito                                                                              | Governo                                           | Mandato           | Mandato           | Leg.             |
| Ministro | Ministro         | Ministro                            | Partito                                                                              | Governo                                           | Inizio            | Fine              | Leg.             |
| --- | ---------------- | ----------------------------------- | ------------------------------------------------------------------------------------ | ------------------------------------------------- | ----------------- | ----------------- | ---------------- |
| Interni (Ministerul de interne) |                  |                                     |                                                                                      |                                                   |                   |                   |                  |
| |                  | Mihai Chițac (1928-2010)            | Indipendente                                                                         | Governo Roman I                                   | 26 dicembre 1989  | 14 giugno 1990    | Provvisoria      |
| |                  | Doru Viorel Ursu (1953-2024)        | Fronte di Salvezza Nazionale                                                         | Governo Roman I                                   | 14 giugno 1990    | 28 giugno 1990    | Provvisoria      |
| Governo Roman II | 28 giugno 1990   | Doru Viorel Ursu (1953-2024)        | Fronte di Salvezza Nazionale                                                         | 16 ottobre 1991                                   | I                 |                   |                  |
| |                  | Victor Babiuc (1938-2023)           | Fronte di Salvezza Nazionale                                                         | Governo Stolojan                                  | I                 | 16 ottobre 1991   | 19 novembre 1992 |
| |                  | George Ioan Dănescu (1938-2002)     | Fronte Democratico di Salvezza Nazionale Partito della Democrazia Sociale di Romania | Governo Văcăroiu                                  | 19 novembre 1992  | 6 marzo 1994      | II               |
| |                  | Doru Ioan Tărăcilă (1951)           | Partito della Democrazia Sociale di Romania                                          | Governo Văcăroiu                                  | 6 marzo 1994      | 12 dicembre 1996  | II               |
| |                  | Gavril Dejeu (1932)                 | Partito Nazionale Contadino Cristiano Democratico                                    | Governo Ciorbea                                   | 12 dicembre 1996  | 17 aprile 1998    | III              |
| Governo Vasile | 17 aprile 1998   | Gavril Dejeu (1932)                 | Partito Nazionale Contadino Cristiano Democratico                                    | 21 gennaio 1999                                   |                   |                   | III              |
| Governo Vasile |                  |                                     | Constantin Dudu Ionescu (1956)                                                       | Partito Nazionale Contadino Cristiano Democratico | 21 gennaio 1999   | 22 dicembre 1999  | III              |
| Governo Isărescu | 22 dicembre 1999 | 28 dicembre 2000                    | Constantin Dudu Ionescu (1956)                                                       | Partito Nazionale Contadino Cristiano Democratico |                   |                   | III              |
| Interni (Ministerul de interne) Dal 19 giugno 2003 Amministrazione e interni (Ministerul administrației și internelor) Dall'11 marzo 2004 Problemi sociali, amministrazione e interni (Ministerul de stat pe probleme sociale, ministerul administrației și internelor) |                  |                                     |                                                                                      |                                                   |                   |                   |                  |
| |                  | Ioan Rus (1955)                     | Partito della Democrazia Sociale di Romania Partito Social Democratico               | Governo Năstase                                   | 28 dicembre 2000  | 15 giugno 2004    | IV               |
| |                  | Marian Săniuță (1960)               | Partito Social Democratico                                                           | Governo Năstase                                   | 15 giugno 2004    | 29 dicembre 2004  | IV               |
| Amministrazione e interni (Ministerul administrației și internelor) |                  |                                     |                                                                                      |                                                   |                   |                   |                  |
| |                  | Vasile Blaga (1956)                 | Partito Democratico                                                                  | Governo Tăriceanu I                               | 29 dicembre 2004  | 5 aprile 2007     | V                |
| Interni e riforma amministrativa (Ministerul internelor și reformei administrative) |                  |                                     |                                                                                      |                                                   |                   |                   |                  |
| |                  | Cristian David (1967)               | Partito Nazionale Liberale                                                           | Governo Tăriceanu II                              | 5 aprile 2007     | 22 dicembre 2008  | V                |
| Amministrazione e interni (Ministerul administrației și internelor) |                  |                                     |                                                                                      |                                                   |                   |                   |                  |
| |                  | Gabriel Oprea (1961)                | Partito Social Democratico                                                           | Governo Boc I                                     | 22 dicembre 2008  | 13 gennaio 2009   | VI               |
| |                  | Dan Nica (ad interim) (1960)        | Partito Social Democratico                                                           | Governo Boc I                                     | 13 gennaio 2009   | 20 gennaio 2009   | VI               |
| |                  | Liviu Dragnea (1962)                | Partito Social Democratico                                                           | Governo Boc I                                     | 20 gennaio 2009   | 1 febbraio 2009   | VI               |
| |                  | Dan Nica (1960)                     | Partito Social Democratico                                                           | Governo Boc I                                     | 2 febbraio 2009   | 1 ottobre 2009    | VI               |
| |                  | Vasile Blaga (1956)                 | Partito Democratico Liberale                                                         | Governo Boc I                                     | 1 ottobre 2009    | 27 novembre 2009  | VI               |
| Governo Boc II | 23 dicembre 2009 | Vasile Blaga (1956)                 | Partito Democratico Liberale                                                         | 27 settembre 2010                                 |                   |                   | VI               |
| Governo Boc II |                  |                                     | Traian Igaș (1968)                                                                   | Partito Democratico Liberale                      | 27 settembre 2010 | 9 febbraio 2012   | VI               |
| |                  | Gabriel Berca (1968)                | Partito Democratico Liberale                                                         | Governo Ungureanu                                 | 9 febbraio 2012   | 7 maggio 2012     | VI               |
| |                  | Ioan Rus (1955)                     | Partito Social Democratico                                                           | Governo Ponta I                                   | 7 maggio 2012     | 6 agosto 2012     | VI               |
| |                  | Mircea Dușa (1955-2022)             | Partito Social Democratico                                                           | Governo Ponta I                                   | 6 agosto 2012     | 21 dicembre 2012  | VI               |
| Affari interni (Ministerul afacerilor interne) |                  |                                     |                                                                                      |                                                   |                   |                   |                  |
| |                  | Radu Stroe (1949-2025)              | Partito Nazionale Liberale                                                           | Governo Ponta II                                  | 21 dicembre 2012  | 23 gennaio 2014   | VII              |
| |                  | Gabriel Oprea (1961)                | Unione Nazionale per il Progresso della Romania                                      | Governo Ponta II                                  | 23 gennaio 2014   | 4 marzo 2014      | VII              |
| Governo Ponta III | 5 marzo 2014     | Gabriel Oprea (1961)                | Unione Nazionale per il Progresso della Romania                                      | 17 dicembre 2014                                  |                   |                   | VII              |
| Governo Ponta IV | 17 dicembre 2014 | Gabriel Oprea (1961)                | Unione Nazionale per il Progresso della Romania                                      | 10 novembre 2015                                  |                   |                   | VII              |
| |                  | Petre Tobă (1964)                   | Indipendente                                                                         | Governo Cioloș                                    | 17 novembre 2015  | 1 settembre 2016  | VII              |
| |                  | Dragoș Tudorache (1975)             | Indipendente                                                                         | Governo Cioloș                                    | 6 settembre 2016  | 4 gennaio 2017    | VII              |
| |                  | Carmen Dan (1970)                   | Partito Social Democratico                                                           | Governo Grindeanu                                 | 4 gennaio 2017    | 14 giugno 2017    | VIII             |
| |                  | Sorin Grindeanu (ad interim) (1973) | Partito Social Democratico                                                           | Governo Grindeanu                                 | 16 giugno 2017    | 29 giugno 2017    | VIII             |
| |                  | Carmen Dan (1970)                   | Partito Social Democratico                                                           | Governo Tudose                                    | 29 giugno 2017    | 29 gennaio 2018   | VIII             |
| Governo Dăncilă | 29 gennaio 2018  | Carmen Dan (1970)                   | Partito Social Democratico                                                           | 15 luglio 2019                                    |                   |                   | VIII             |
| Governo Dăncilă |                  |                                     | Nicolae Moga (1952)                                                                  | Partito Social Democratico                        | 24 luglio 2019    | 30 luglio 2019    | VIII             |
| Governo Dăncilă |                  |                                     | Mihai Fifor (ad interim) (1970)                                                      | Partito Social Democratico                        | 30 luglio 2019    | 12 settembre 2019 | VIII             |
| |                  | Marcel Vela (1963)                  | Partito Nazionale Liberale                                                           | Governo Orban I                                   | 4 novembre 2019   | 14 marzo 2020     | VIII             |
| Governo Orban II | 14 marzo 2020    | Marcel Vela (1963)                  | Partito Nazionale Liberale                                                           | 23 dicembre 2020                                  |                   |                   | VIII             |
| |                  | Lucian Bode (1974)                  | Partito Nazionale Liberale                                                           | Governo Cîțu                                      | 23 dicembre 2020  | 25 novembre 2021  | IX               |
| Governo Ciucă | 25 novembre 2021 | Lucian Bode (1974)                  | Partito Nazionale Liberale                                                           | 15 giugno 2023                                    |                   |                   | IX               |
| |                  | Cătălin Predoiu (1968)              | Partito Nazionale Liberale                                                           | Governo Ciolacu I                                 | 15 giugno 2023    | 23 dicembre 2024  | IX               |
| Governo Ciolacu II | 23 dicembre 2024 | Cătălin Predoiu (1968)              | Partito Nazionale Liberale                                                           | In carica                                         | X                 |                   |                  |